# Великая национальная ложа Франции
Великая национальная ложа Франции (фр. Grande Loge nationale française) (ВНЛФ) — французская регулярная великая ложа. Великая национальная ложа Франции имеет взаимное признание с Объединённой великой ложей Англии и с более чем 150 регулярными великими ложами мира. Она является материнской для Великой ложи России.

## История
5 октября 1913 года ложа «Le Centre des Amis» вышла из Великого востока Франции и объединилась с ложей из Бордо «l’Anglaise 204», для создания во Франции нового масонского послушания. Новая великая ложа первоначально была названа Великой национальной независимой и регулярной ложей для Франции и французских колоний. 29 октября 1913 года новая великая ложа обратилась к Объединённой великой ложе Англии за признанием. 3 декабря 1913 года она получила его.
29 октября 1948 название было изменено на Великая национальная ложа Франции (ВНЛФ). Сама великая ложа была немногочисленной и оставалась такой до 1960 года.
В 1958 году из ВНЛФ вышло несколько лож, которые в скором времени сформировали Великую национальную ложу Франции — Опера, которая в 1982 году изменила своё название на Великую традиционную и символическую ложу Опера.
В 1964 году в Великой ложе Франции (ВЛФ) произошёл раскол и из неё вышло около 1000 масонов. Все они перешли в Великую национальную ложу Франции, и поскольку в ВЛФ практикуется только один устав — ДПШУ, то таким образом был дан импульс развитию этого устава в ВНЛФ. Масоны перешедшие в ВНЛФ из ВЛФ учредили Верховный совет для Франции, членами которого могли быть только масоны ВНЛФ.
В 2000 году был образован Великий приорат Галлии, основным уставом которого является Исправленный шотландский устав. Приорат был основан масонами ВНЛФ. В нём насчитывается около 2000 членов.
В апреле 2012 года из ВНЛФ вышло около 5 000 масонов, которые в мае 2012 учредили Великую ложу Альянс французских масонов (ВЛ АФМ).
В 2010 году численность ВНЛФ составляла 43 500 масонов, в 2013 году — 26 200.
Великий мастер ВНЛФ Жан-Пьер Сервель, заявил, что на начало 2018 года численность великой ложи составляет 29 600 масонов.

### Особые ложи
В ВНЛФ 20 лож являются исследовательскими, а 13 лож сосредоточили своё внимание на вопросах благотворительности.

### Кризис 2009—2012 годов
Начиная с 2009 года в ВНЛФ развивался кризис, в основном вокруг концепции управления великой ложей сформулированной и проводимой бывшим великим мастером Франсуа Стифани.
В декабре 2009 года несколько провинциальных великих мастеров ВНЛФ выступили против злоупотреблений в управлении великой ложей (увеличение от 3 до 5 лет срока полномочий великого мастера без консультаций, и приобретение личного движимого и недвижимого имущества на деньги ВНЛФ, недостаточность внешних коммуникаций). Стифани вынес дисциплинарное взыскание, чтобы остановить и наказать тех внутренних критиков, кто посмел обратить внимание на его действия. Также было обращено внимание на авторитарную манеру руководства великого мастера Стифани и отсутствие демократии. Недовольство вызывало ещё и то, что великий мастер избирается Державным великим комитетом, в который сам великий мастер ранее назначает членов этого комитета. Все это привело к глубоким проблемам в ВНЛФ, а недовольство прокатилось по всем ложам.
Широкое освещение в СМИ кризиса в ВНЛФ привело в мае 2011 году к тому, что 5 великих лож (Объединённые великие ложи Германии, Великая швейцарская ложа Альпина, Великая ложа Австрии, Великая регулярная ложа Бельгии и Великая ложа Люксембурга) приостановили свои отношения с ВНЛФ.
19 июля 2011 года, Объединённая великая ложа Англии объявляет о приостановлении отношений с ВНЛФ.
10 июня 2012 пять европейских великих лож, упомянутых выше, собрались в Базеле для того, чтобы отозвать признания у ВНЛФ и начать переговоры о признании какой-либо другой великой ложи во Франции. Одной из основных в этом списке была Великая ложа Франции.
12 сентября 2012 года, Объединённая великая ложа Англии отозвала своё признание у ВНЛФ.
1 декабря 2012 года новым великим мастером был избран Жан-Пьер Сервель. Он начал работу по реконструкции и реструктуризации ВНЛФ.
Несмотря на отзыв признания ОВЛА, сама ОВЛА не запрещала масонам посещение лож ВНЛФ и считала ВНЛФ самой близкой масонской организацией во Франции.

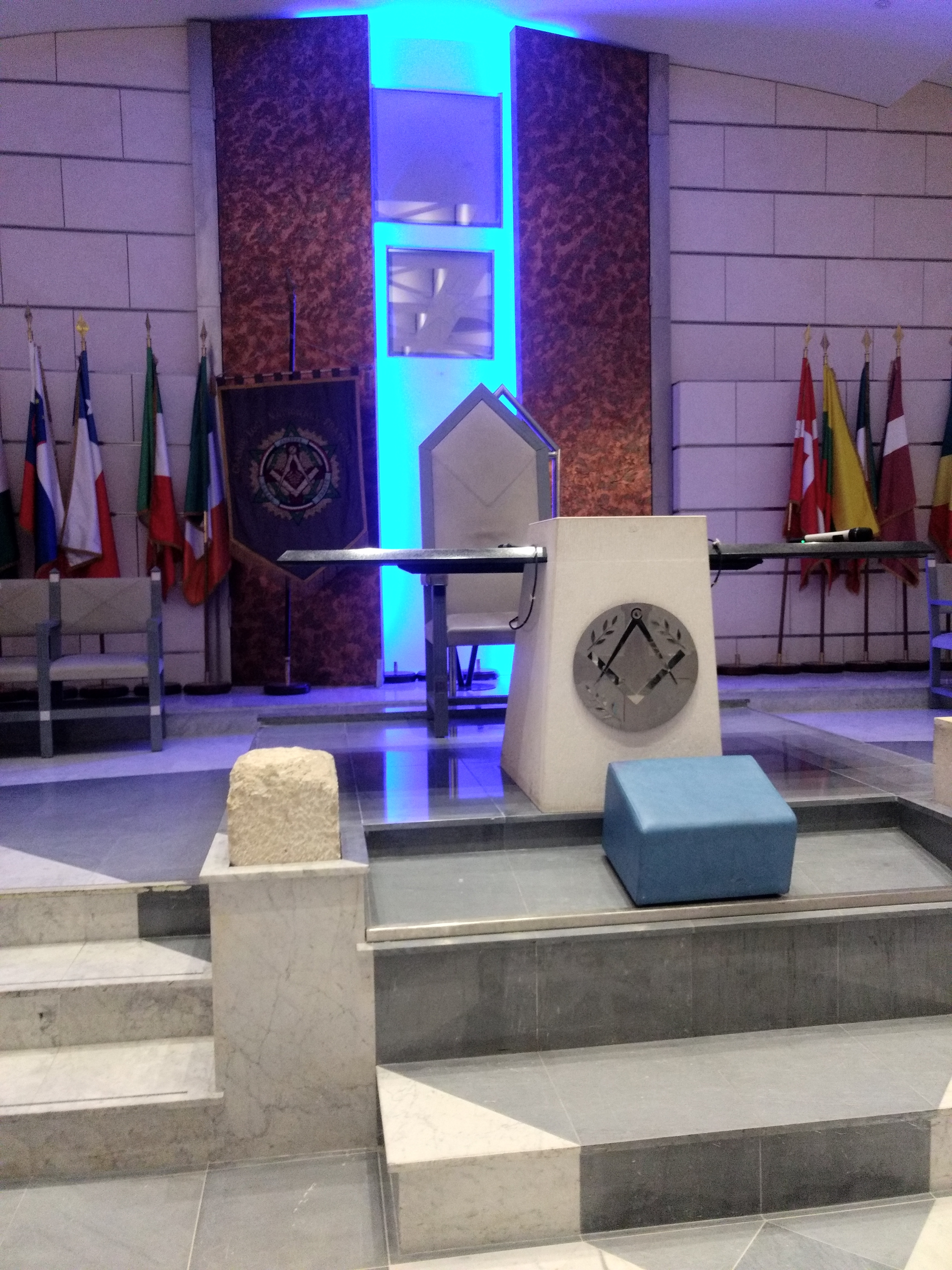
Восток храма

### Возвращение признаний
11 июня 2014 года ВНЛФ вновь обрела признание ОВЛА. Признание ожидалось не раньше осени, но в связи с работой, проделанной Жаном-Пьером Сервелем с момента его избрания, было решено ускорить процесс восстановления отношений между ОВЛА и ВНЛФ, и вернуть признание на полгода раньше. Также было восстановлено признание с Великой ложей Ирландии (5 июня 2014 года) и с Великой ложей Шотландии (12 июня 2014 года).
С июня 2014 по февраль 2015 года признание вернули: Великая швейцарская ложа «Альпина», Великая регулярная ложа Бельгии, Великая ложа Австрии и Объединённые великие ложи Германии.

## Ритуалы ВНЛФ
- Древний и принятый шотландский ритуал
- Ритуал Эмулейшн
- Французский (Современный) ритуал
- Исправленный шотландский ритуал
- Йоркский ритуал
- Стандартный шотландский ритуал